# Тюківка
Тюківка (рос. Тюковка) — село, підпорядковане місту Борисоглєбську Воронезької області Російської Федерації.
Населення становить 404 особи. Входить до складу муніципального утворення Борисоглєбський міський округ.

## Історія
Населений пункт розташований у межах суцільної української етнічної території, частини Східної Слобожанщини. До Перших визвольних змагань належав до Воронезької губернії.
За даними на 1859 рік у державному селі Новохоперського повіту Воронізької губернії мешкало 2859 осіб (1379 чоловіків та 1480 жінок), налічувалось 598 дворових господарств, діяла православна церква.
Станом на 1886 рік у селі, центрі Тюківської волості Новохоперського повіту, населення становило 2388 осіб, налічувалось 308 дворів, діяли православна церква, 2 лавки, відбувались базари по середах.
За переписом 1897 року кількість мешканців зросла до 2697 осіб (1309 чоловічої статі та 1388 — жіночої), з яких 2678 — православної віри.
За даними на 1900 рік населення зросло до 2724 особи (1351 чоловічої статі та 1373 — жіночої), налічувалось 365 дворових господарств.
Згідно із законом від 15 жовтня 2004 року входить до складу муніципального утворення Борисоглєбський міський округ.

## Населення
| 2010 |
| ---- |
| 404  |